# Martha Namundjebo-Tilahun
Martha Namundjebo-Tilahun là một nữ doanh nhân và là một nhà chính trị gia người Namibia. Bà là cựu chủ tịch của Phòng Thương mại và Công nghiệp Namibia (NCCI). Năm 2017, bà là ứng cử viên cho vị trí Phó Tổng thư ký Đảng Swapo.

## Cuộc sống và giáo dục ban đầu
Martha Namundjebo được sinh ra ở làng Odibo ở phía bắc Namibia. Bà lớn lên ở Olunghono và học trường trung học Engela. Bà có bằng Cử nhân Quản trị Kinh doanh và Quản lý từ trường Cao đẳng Saint Paul tại Lawrenceville, Virginia.
Namundjebo tiếp tục có bằng MBA về Tài chính của Đại học California, Berkeley ở Hoa Kỳ và bằng MBA khác của Đại học Santa Clara, cũng ở California.

## Nghề nghiệp
Sau khi Harold Pupkewitz nghỉ hưu, Namundjebo-Tilahun kế vị ông ấy để làm chủ tịch Phòng Thương mại và Bàng nghiệp Namibia (NCCI) vào năm 2010. Bà giữ chức vụ này cho đến năm 2014 khi Sven Thieme được bầu.
Namundjebo-Tilahun cũng là chủ tịch của Phòng Thương mại SADC và nằm trong hội đồng quản trị của một số Bàng ty Namibian, bao gồm Ngân hàng Standard Namibia. Bà sở hữu khách sạn 5 sao duy nhất của Namibia, khách sạn Hilton ở Windhoek.

## Đời tư
Chồng bà, Haddis Tilahun, là người sáng lập và là giám đốc điều hành của Tập đoàn United Africa, công ty mà bà làm chủ tịch. Họ có ba người con.

## Giải thưởng
Lãnh đạo Doanh nghiệp Châu Phi của năm, 2013, Hội đồng Doanh nghiệp Châu Phi, Washington, DC, Hoa Kỳ
Tiến sĩ danh dự môn Quản trị kinh doanh, 2015, Đại học Namibia